# دوري سلوفينيا لكرة القدم 1995–96
دوري سلوفينيا لكرة القدم 1995–96 (بالإيطالية: Prva slovenska nogometna liga 1995-1996)‏ هو الموسم 5 من  دوري سلوفينيا لكرة القدم. أقيم خلال الفترة 30 يوليو 1995 وحتى 8 يونيو 1996، والذي يشرف على تنظيمه اتحاد سلوفينيا لكرة القدم، وكان عدد الأندية المشاركة فيه  10، وفاز فيه نادي غوريتسا.